# Tapiz de Tideo y Polinice

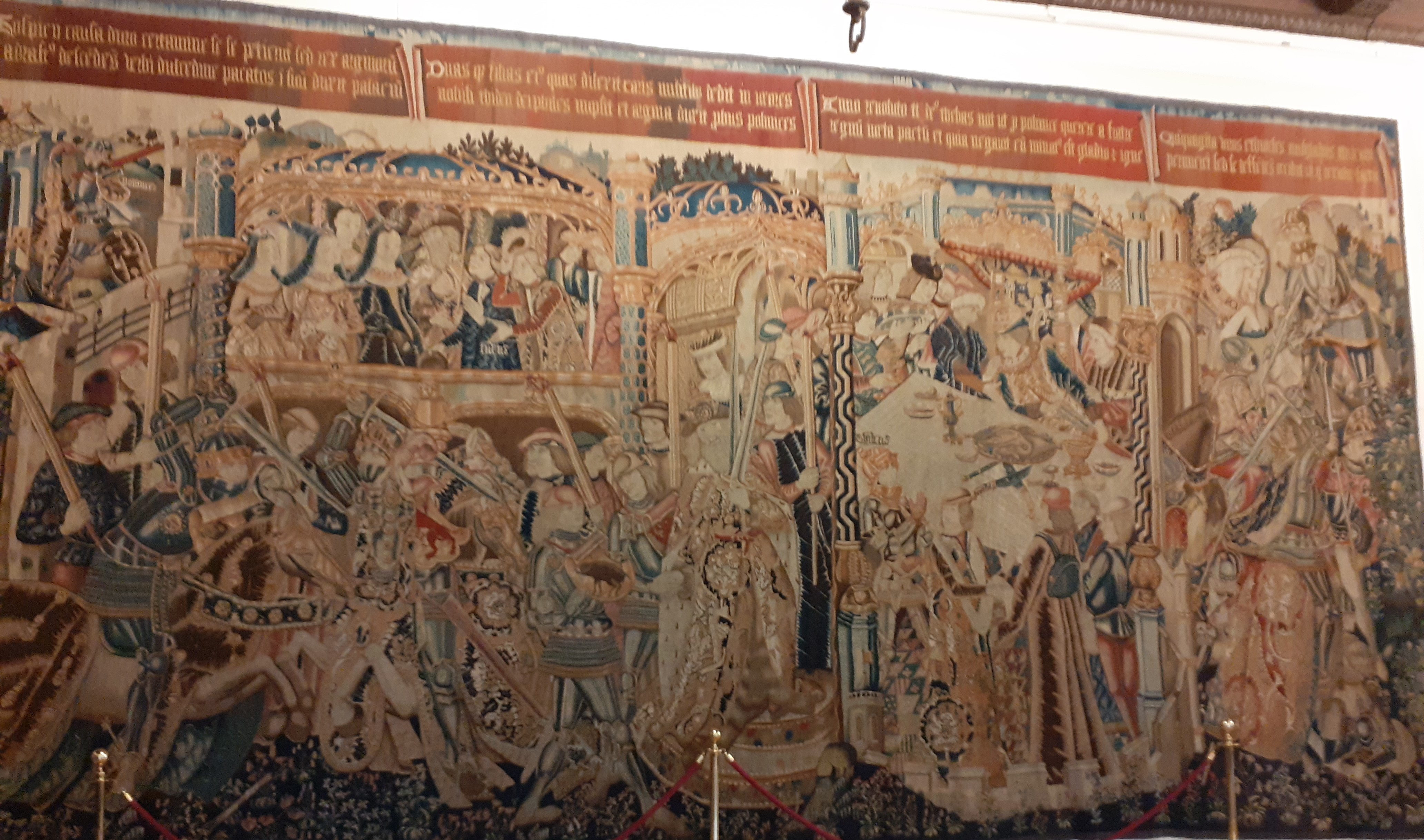
Tapiz flamenco de Tideo y Polinice

El tapiz de Tideo y Polinice es una colgadura de manufactura flamenca, fabricado en lana, seda, oro y plata en el último cuarto del siglo XV. En 1945 fue adquirido por el Ayuntamiento de Madrid y desde entonces forma parte del Patrimonio Histórico Artístico Municipal del Ayuntamiento de Madrid según consta en el Inventario de dicho patrimonio de 1993[i]; junto con El paso del mar Rojo son los dos únicos tapices góticos de titularidad municipal madrileña, ambos procedentes de la Catedral de Zamora.
El tapiz mide 7,90 metros de ancho por 4,03 de alto, carece de marcas heráldicas, motes o divisas, como era usual en los tapices tejidos sin un cliente específico. Ordenó la adquisición el alcalde de Madrid, Alberto Alcocer, en 1944 por el precio de 900.000 pesetas. Actualmente está colgado en el Salón de Tapices del Palacio Casa de Cisneros, sede del Ayuntamiento de Madrid.

## Características técnicas y estilísticas
Los tapices de Tournai se tejían sobre urdimbre de hilos de lana y lana y seda para los hilos de la trama; se desconoce la densidad exacta del tejido, siendo la habitual para tapices de alta calidad la densidad 6/7 hilos por centímetro cuadrado; presenta recosidos y retupidos en varias partes del tapiz y los bordes han sido consolidados.
Aunque es difícil diferenciar la producción de los distintos centros de manufactura de los tapices, pues se conserva escasa documentación de los trabajos realizados sin encargo, y el trabajo propio de los liceros deja muy limitadas huellas personales en la labor realizada o señas identificativas del estilo del taller, por el tipo de composición en franjas horizontales, el perfilado caligráfico, el tratamiento de los personajes, la acumulación de figuras sin transición, los tipos humanos alargados, la mezcla de movimiento y reposo en las escenas, el carácter narrativo, las arquitecturas que insinúan la perspectiva, la línea de horizonte pegada al margen superior que apenas deja espacio para el cielo, las florecillas de estilo mille fleurs como tapiz floral del suelo y los árboless que cierran el tapiz por ambos extremos y la gama de colores de las hilaturas sitúan este tapiz como salido de los talleres de Tournai, en el último tercio del siglo XV, después de la ejecución del gran tapiz Historia de Gedeón o Historia del toisón de Oro, de 1452, encargado en los talleres de Tournai por el duque de Borgoña, Felipe III, llamado Felipe el Bueno, para acompañarlo a las reuniones de capítulo de la Orden del Toisón de Oro, cuyo lenguaje compositivo y cuyos tipos iconográficos eran aún de formas redondeadas de raíz clásica, como formas de otro lenguaje artístico. Según apuntó ya en 1925 Amador Gómez Moreno los vestidos femeninos de embudo[ii] que puso de moda Ana de Bretaña (1477-1510) y que lucen las hijas de Adrasto en la escena del compromiso son también un elemento que sirve para fechar el tapiz en el último cuarto del siglo XV.
Este tapiz no presenta marcas de la ciudad de origen ni del taller de manufactura ya que solo se obligará a ello después de 1544 cuando, mediante edicto, la gobernadora de los Países Bajos, María de Hungría, hermana del emperador Carlos V obligue a identificar, con marcas de taller, los tapices fabricados en los Países Bajos españoles[iii].

## Contenido del tapiz
Los tapices manufacturados en Tournai carecían de franjas exteriores que bordearan el contorno del tapiz, franjas, bordes o márgenes que se tejían aparte y se añadían para reforzar el propio tapiz y que con el tiempo fueron utilizadas, en sentido literal y metafórico de lo marginal, como un espacio de libertad donde se podían subvertir las reglas establecidas de iconografía e incluso de decoro[iv]; en su lugar los tejedores tournesienses, y en tapices procedentes de otras localidades, tejían en la banda superior a lo largo de todo el tapiz unas cartelas de fondo rojo sobre las que se escribían inscripciones en latín y en letra gótica, explicativas de los episodios narrados en el tapiz. En la mayoría de las ocasiones tanto los temas bíblicos como los temas históricos, legendarios, mitológicos o alegóricos, solían ser populares entre personas ilustradas e incluso entre gentes corrientes[v], y de accesible lectura para quienes pagaban los encargos.

### El orden de las cartelas
Siguiendo a Laura Rodríguez Peinado y Victoria López Hervás[vi] el tapiz de Tineo y Polinice presenta cuatro cartelas horizontales sucesivas. La primera se corresponde al episodio de la invitación que ofrece Adrasto a los dos combatientes y futuros yernos, explica el motivo de la lucha y cómo el rey los agasaja en palacio, “hospicii causa duro certamine sese petierunt sed rex argivus Adrastus descendens verbi dulcecine pacats in suum duxit palacium”,  “ a causa del hospedaje que pidieron contendieron con dureza pero el rey de los argivos, Adrasto, los pacificó con dulces palabras conduciéndolos a su palacio”[vii].
La segunda cartela explica cómo el rey Adrasto da a sus hijas por esposas a los combatientes que ha llevado a su palacio, “duas que filias eius quas dilexit caris militibus dedit in uxores nobili Thideo Deiphiles nupsit et Arginam duxit probus Polinices”, “las dos hijas que especialmente amaba las dio como esposas, a Deífila al noble Thideo y a Argina la dio al leal Polinice”.
La tercera cartela es más expresamente de contenido bélico puesto que hace alusión a un episodio de guerra, la marcha de Tideo a Tebas, primera parte ciclo tebano en el que según la tragedia de Esquilo, Los siete contra Tebas, se producirá la muerte de ambos hermanos y se cumplirá la profecía a Edipo, en esta parte se narra cómo Tideo  compone un ejército para reclamar el trono para Polinice, “anno revolutio Thideus Thebas init ut pro Polinice quereret a fratre regnum iuxta pactum et quia negavit eum minatus est gladio et igne”,  “transcurrido un año Tideo marchó a Tebas a favor de Polinice para pedir al hermano el reino según lo pactado y por la negativa lo amenazó con la espada y con el fuego”.
La cuarta cartela desarrolla parte del ciclo tebano en el que Tideo lucha en combate contra los tebanos de Eteocles, “quinquaginta viros Ethiocles missit qui gladis Thideum perimerent sed se deffendens occidit qui retulit factum”, “Eteocles puso cincuenta hombres armados para que dieran muerte a Tideo pero defendiéndose los mató menos a uno que contó lo sucedido”.

### El orden de las escenas
Así como las cartelas del friso superior relatan episodios que se pueden considerar sucesivos, las imágenes tejidas en la composición siguen el patrón de lectura habitual en los tapices bajomedievales; la escena que se narra en la primera cartela ocupa el centro de la composición:  el rey Adrasto, bajo el templete palacial, da la bienvenida a su palacio a sus dos huéspedes, a quienes acaba de separar de una lucha, espada en mano, que sucede en la escena inmediatamente a su derecha, izquierda del espectador; Tideo ya va rebasando el umbral de la arquitectura palacial, dirigiendo la mirada y en actitud de establecer vínculo visual con Polinice, que, a su lado, y en idéntica dirección, se encamina hacia el palacio, ambos identificados por sus respectivos escudos y sin espadas. La figura del rey se representa con una larguísima barba simbolizando la sabiduría de la edad, cubierto con un manto, a modo de capa hasta el suelo, cuyo interior está protegido por pieles y cuyo exterior se representa con el clásico moteado negro sobre fondo blanco de armiño[viii], símbolo restringido a personas de gran dignidad; porta una corona trilobulada de gran tamaño o un bonete abultado, que rebasa la cabeza, y ocupa un podio de tres escalones circulares adornados con piedras y perlas; detrás una figura femenina coronada y a la izquierda del personaje, un paje que sostiene un largo hachón alzado. El rey levanta las dos espadas de los contendientes, pero las sostiene en señal de paz y dignidad, no de combate, dado que las sujeta con la mano izquierda y las apoya sobre su pecho en similar actitud a las utilizadas en los rituales de caballería mientras con la mano derecha bajada invita a Tideo y Polinice a la entrada.
En esta escena Tideo y Polinice llevan armaduras, pero no portan casco sino bonetes, se representan como caballeros medievales aunque carecen de atributos propios de guerra como el yelmo o las cotas de malla de hierro y sitúa la representación en el ámbito de la imagen fosilizada de la caballería cortesana y no de guerreros en el sitio de batalla.

El margen izquierdo está ocupado por un gran primer plano de un jinete a caballo; se puede identificar con Polinice, puesto que la armadura se repite con el Polinice invitado por Adrasto y la porción de escudo que se deja entrever en el fragor del movimiento de caballo y caballero coincide con el color marrón del jabalí y parcialmente con la forma del mismo; el caballero ha cambiado el bonete civil por un casco de metal por el que, no obstante, asoma la rubia melena larga; levanta el brazo y blande la espada en actitud de ataque hacia Tideo que en esta ocasión porta un casco de hierro que protege sus ojos con enrejado; Tideo, también a caballo aunque con pie en tierra, se dispone a repeler con su espada desenvainada de la funda que queda sobre el muslo de su armadura, la espada que Polinice dirige hacia su pecho, mientras los servidores de Adrasto, caballeros civiles, contemplan la escena iluminándola con hachones y custodiando un caballo; tanto los jinete como los caballos van adornados con pieles, con largas espueleras y las crines adornadas con jaeces. Esta escena se corresponde parcialmente con la cartela primera en la que se narraba cómo ambos caballeros contendieron con dureza.

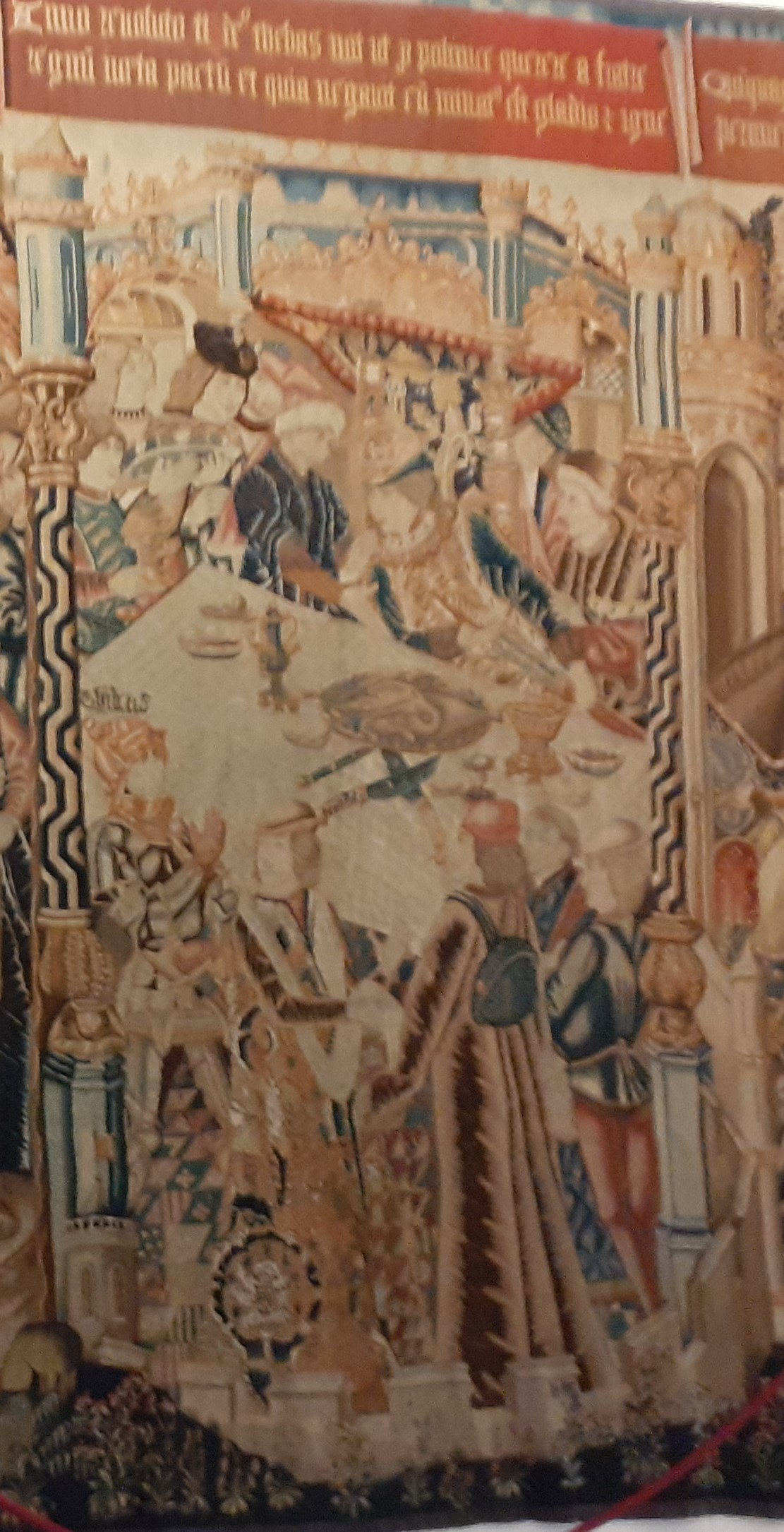
Eteocles recibe a Tideo

En la esquina superior izquierda está tejida la figura de Polinice, identificado por su escudo y por su propio nombre escrito en el tapiz, marchando, en campo abierto, a la ciudad de Tebas, con lanza, escudo y armadura, girado sobre la grupa del caballo. Esta escena se corresponde con la cartela tres del tapiz, y es necesaria para para explicar el contenido de las cartelas tres y cuatro puesto que la cartela número tres explica que, “transcurrido un año, Tideo marchó a Tebas a favor de Polinice” y esta pequeña escena narra la previa marcha de Polinice a recuperar por sí mismo su trono tebano y hace suponer que en un año transcurrido, Polinice no ha conseguido su objetivo, lo cual provoca que Tideo parta en su apoyo.
Por encima de la escena central de la disputa entre Tideo y Polinice y la invitación de Adrasto a su palacio, se coloca la escena narrada en la segunda cartela, el rey de Argos da a sus hijas en matrimonio, da a Deifila al noble Tideo y a Argina al leal Polinice. El tapiz nos deja ver la escena asomando los personajes a un balcón de arquitectura gótica, arcos de medio punto rebajados y apuntados, adornados con molduritas y unas lujosas y espléndidas columnas, todas de diseños diferentes, que se rematan en cúpulas bulbosas gallonadas, con filigranas de corte flamígero de tracería ondulada exenta, puramente decorativas.
La balconada deja ver a las princesas con sus ayas, vestidas de terciopelo y bordados, a la moda de vestidos de embudo, con las frentes rasuradas; los príncipes, en actitud caballerosa, se levantan los sombreros mientras sus pajes ocupan el fondo de la escena y el rey ocupa un segundo plano en el centro de ambos grupos.
Esta escena del compromiso de las hijas del rey Adrasto y los príncipes Tideo y Polinice está determinada por el cumplimiento del oráculo que Adrasto recibió de casar a sus hijas con un león y un jabalí, símbolos heráldicos que los príncipes portan en sus escudos.

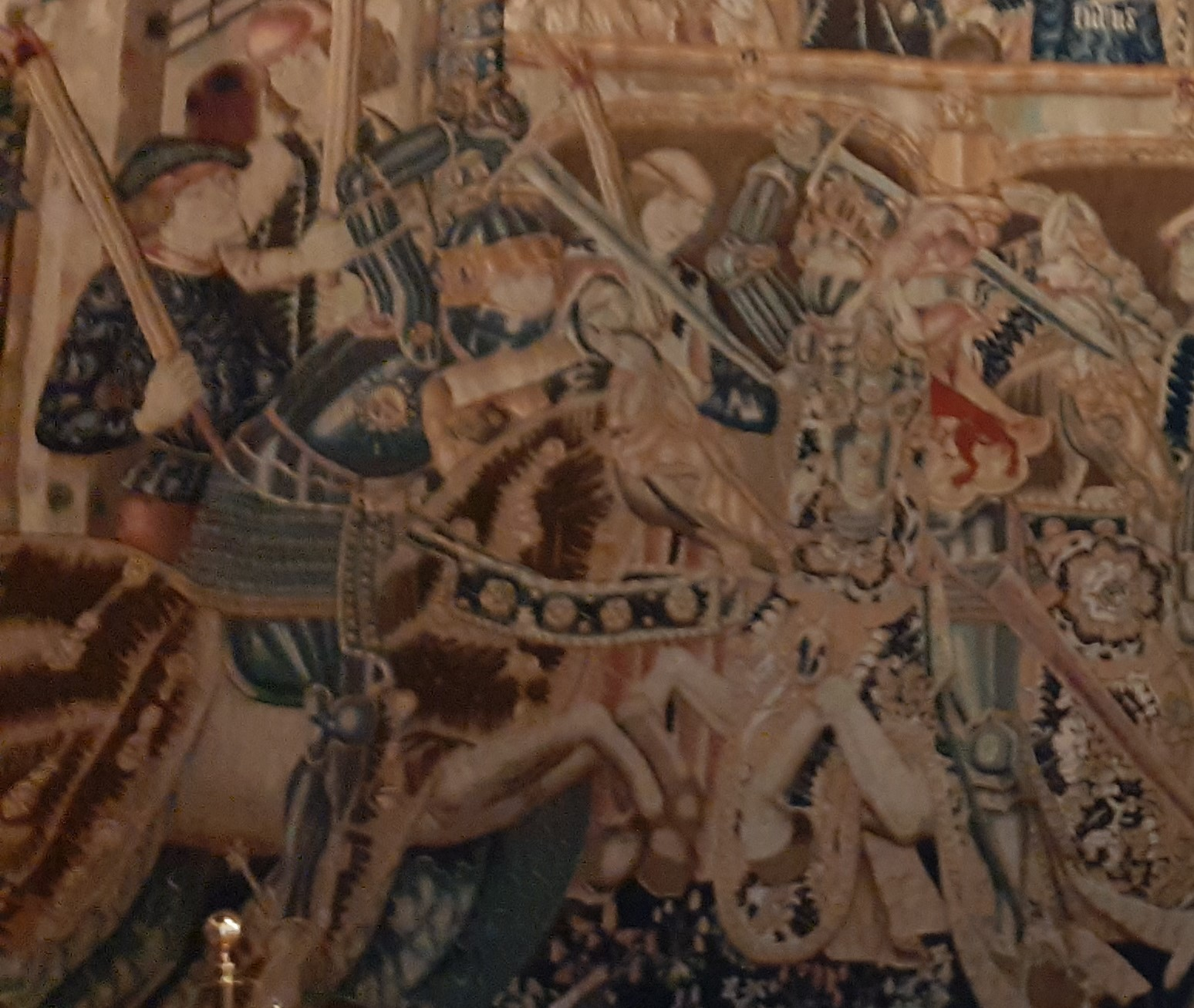
Cartela 1. Combate entre Tideo y Polinice

Toda la parte derecha del tapiz se corresponde con las cartelas cuatro. Bajo la cartela  tres, se desarrolla un banquete, no narrado en ninguna de las cartelas, enmarcado entre dos ricas columnas de diferente diseño geométrico en zigzag rematadas en cono y con balconcillo almenado que marca la diferencia con el palacio de Adrastro cuyas columnas se rematan gallonadas y bulbosas. Una gran mesa ocupa gran parte de la escena; la mesa está cubierta con mantel y con ajuar doméstico, cuchillos, bandejas, copas y jarras, alrededor de la misma se distribuyen hasta diez personajes: el copero real con la copa en las manos aguardando el mandado del rey para servir, a su derecha el camarero con una bandeja de viandas y el resto de la corte, que se sienta alrededor; Eteocles ocupa el centro de la composición sentado bajo un dosel que guardan los sirvientes, vestido con manto de pieles y una gola ancha al cuello está desenvainando su espada mientras dos caballeros de su corte le sujetan ambos brazos. Frente a Eteocles, identificado por el nombre sobre el mantel y por el yelmo que luce en otras escenas,Tideo reclama el reino para Polinice.
Bajo la cartela cuatro tiene lugar la lucha entre Tideo y los cincuenta tebanos que anuncia la cartela. En el primer plano Tideo en su caballo adornado y de espaldas, levanta la espada contra los caballeros del reino de Tebas; arriba, de nuevo, Tideo descabalgado habla con el único tebano al que perdona la vida para que quede como testigo vivo de lo acontecido y retorne a la ciudad de Tebas que se entrevé en la lejanía, como una ciudad de arquitectura medieval de torres y banderolas.

## Tideo y Polinice. El mito de Los siete contra Tebas
En la mitología griega Tideo es un héroe procedente de Calidón en la región de Etolia, en la orilla norte del golfo de Corinto, que es desterrado por haber matado al rey Eneo, a sus sobrinos o a un hermano según diferentes versiones del mito. Según Valerio Flaco[ix] participó al lado del remo de Hércules en la expedición de los Argonautas y también en la de los siete contra Tebas.

En su destierro llega a la ciudad de Argos, una rica ciudad del Peloponeso, donde reina Adrasto, quien ha consultado al oráculo de Delfos sobre el matrimonio de sus dos hijas, Argia y Deífila, para evitar convertir su reino en el objeto de los deseos de los ambiciosos así como en el objeto de la enemistad de los pretendientes. El oráculo aconseja a Adrasto, de manera encriptada, que unza a un carro de dos ruedas al león y al jabalí que peleaban en su palacio[x].

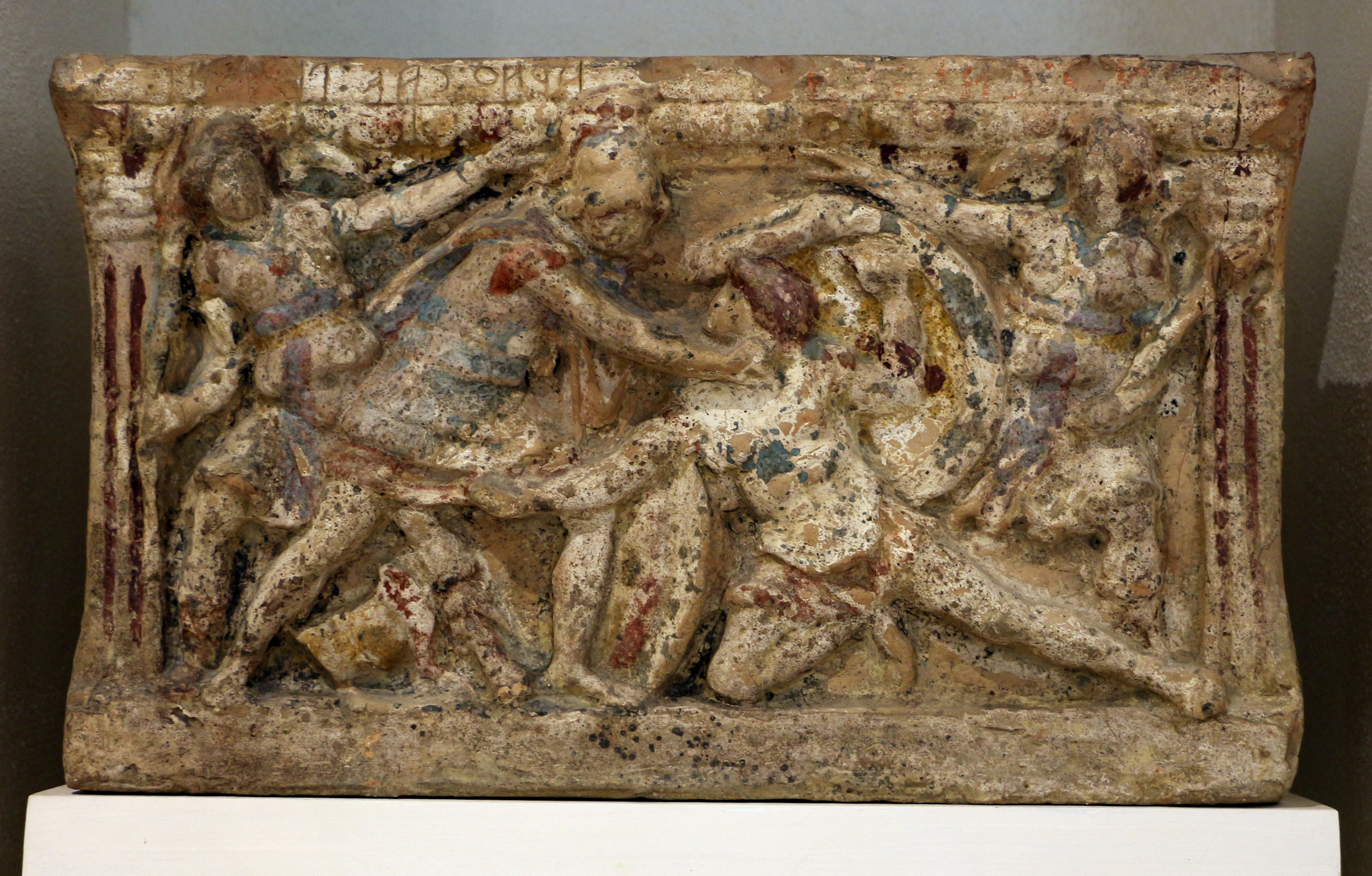
Ciclo tebano. Eteocles lucha con Polinice. Urna de terracota

Al llegar a Argos, Tideo combate con otro caballero llegado desde Tebas, la ciudad más rica de Beocia, se trata de Polinice, el hijo de Edipo, que también se halla desterrado por haber disputado el trono tebano con su hermano Eteocles y haber incumplido el trato de gobernar en años alternos dicho trono, habiendo recibido Polinice en compensación el collar y el peplo de Harmonía. Tideo lleva en el escudo un león símbolo de Tebas mientras que por su parte Polinice porta un escudo en el que aparece un jabalí, el emblema de la ciudad de Calidón, el mítico animal enviado por Artemisa para castigar la ciudad por haber olvidado sus ofrendas[xi], aunque en otros contextos ostenta en su emblema la imagen de las yeguas Potnias dotadas de movimiento por una articulación de escudos superpuestos[xii]. El escudo doble puede recordar al de Aquiles, descripto en la Ilíada, aunque en Fenicias no aparece la construcción extraordinaria de este escudo. Al presenciar este combate Adrasto advierte la correspondencia con el oráculo, procede a detener el combate, separar a los caballeros y a concertar el enlace de sus hijas con ambos, dándole a Deífila a Tideo y Argina a Polinice.
Unidos por nuevos lazos familiares Adrasto se compromete a restituir a sus dos yernos en sus reinos respectivos, a Tideo en Calidón y a Polinice en el trono de Tebas. Adrasto reunió un ejército dividido en siete cuerpos al mando de siete héroes para iniciar la campaña de Tebas.
Tal y como escribieron Sófocles en la serie de tragedias referidas a Edipo como Esquilo en la obra Los siete contra Tebas y Eurípides en Fenicias y alguna más de sus tragedias de tema tebano, estas campañas fueron los episodios más dramáticos de la mitología griega. Encabezaron la expedición el propio rey Adrasto, Anfiarao, esposo de su hermana y augur, Hipomedonte, Capaneo, Partenopeo de Arcadia y los yernos Polinice de Tebas y Tideo de Calidón.
Anfiarao, en su condición de adivinador, predijo su propia muerte así como el desastre y la muerte de toda la expedición excepto Adrasto, e hizo jurar a su propio hijo, Alcmeón, que vengaría su muerte matando a su esposa por haberlo inducido a ir a esta guerra, llevando la tragedia más allá incluso de los límites de espacio y tiempo del estricto acontecimiento bélico del sitio de Tebas.
La expedición se detiene en su itinerario en Nemea, las tierras de Licurgo; allí acampan para beber y, mientras beben, una serpiente devora al hijo de Licurgo que la nodriza había dejado en la hierba para conducir al ejército al manantial, horrorizados matan a la serpiente y mientras Anfiarao avisa del mal augurio que supone la muerte de un inocente, el resto de los caudillos interpretan la victoria sobre la serpiente como una señal de victoria.
Llega ante las murallas de Tebas y antes del asedio, Tideo lleva la embajada para pedir la renuncia de Eteocles al trono de Tebas y tras la negativa:
“le prepararon una emboscada cincuenta hombres armados cuando se retiraba, pero él los mató a todos excepto a Meón y después regresó al campamento”[xiii]
Tras lo cual los caudillos sitiaron la ciudad en cada una de sus siete puertas y
” Tideo (… ) en el mismo escudo lleva un emblema arrogante: un cielo cincelado resplandeciente de estrellas, y en medio se destaca una luna llena brillante, reina de los astros, ojo de la noche. La locura(…) le infunde este arrogante arnés”[xiv].
Los argivos controlan los combates pero dentro de la ciudad de Tebas el ciego Tiresias había profetizado que Tebas se salvaría si uno de sus caudillos se inmolaba por todos y así lo hizo el hijo de Creonte y por eso Zeus mató con su rayo al sitiador Capaneo y Tideo fue herido por un tebano del mismo nombre que el hermano que lo había desterrado, Melanipo, y Anfiarao, que lo odiaba, le ofreció comer los sesos de Melanipo en un acto de canibalismo. Polinice decide terminar con el horror combatiendo solo con su hermano Eteocles y ambos mueren en este pulso mortal, confirmando la profecía del oráculo que ambos quisieron evitar con el destierro.
Creonte da por finalizada la guerra y se proclama rey de Tebas y considera traidor a Polinice e impone que nadie lo entierre pero Antígona, su hermana, desafía su prohibición y rescata el cadáver de su hermano Polinice y lo incinera. Creonte la castiga a morir enterrada viva con Polinice y ella se ahorca. Hemón, hijo de Creonte, enamorado de Antígona, en venganza, mata al padre.
Este ciclo guerrero ha sido considerado como el inicio de lo que se consideraron guerras que hoy se llaman civiles, guerras entre comunidades, estados, ciudades o pueblos que de alguna manera mantenían origen, lazos y alianzas previos, de algún tipo, al interpretar la lucha fratricida entre Eteocles y Polinice como el símbolo de una lucha civil de cualquier dimensión. Igualmente, la campaña militar argiva, también unida con lazos de tipo familiar y de lealtades, personifica la imagen de la autodestrucción que lleva implícita cualquier empresa guerrera; de la misma manera, esta campaña se toma como ejemplo de asedios, ataques y defensas erróneos; también como el ejemplo de cómo las decisiones van encadenando la espiral de acontecimientos cada vez más desmesurados.

## Tapices flamencos
Más allá del origen práctico que tuvieron los tapices a lo largo de toda la Edad Media, los tapices flamencos se convirtieron, para las cortes europeas, en los objetos más suntuosos; su coste, tanto en materias primas como en horas de manufactura, los hicieron exclusivos de una élite que usó de ellos, entre otras cosas, como medio de ostentación del lujo, como elementos meramente decorativos y de representación de un entorno cortesano que por vez primera generalizaba un “estilo” para autorrepresentarse: lo apuntado, que alargaría desde los zapatos a las cúpulas, el gótico, que será uno de los rasgos comunes a muchos de los tapices flamencos.
Durante los siglos XIV y XV aumenta en Flandes el tejido productivo en torno a la industria del tapiz; su enclave geográfico, verdadero cruce de rutas que enlazan el norte de Europa con la Europa meridional y del oeste así como su condición portuaria para comerciar con Inglaterra, hace que Flandes desarrolle una burguesía del comercio y una sociedad que se habituó al lujo y al refinamiento. El comercio de lana, colorantes o telares emergió a una nueva clase social que podía consumir objetos suntuarios. Todas las cortes europeas, la aristocracia nobiliaria y la Iglesia encargarán las obras directamente a los liceros tanto para vestir estancias y palacios como para portarlos en campañas militares o celebraciones efímeras, pero otras capas sociales adineradas empezarán a consumir también tapices a imitación de las clases privilegiadas. Todos buscarán aprovisionarse de tapices como medio de significación social y encargarán paños o los comprarán a través de ferias especializadas, tapices flamencos que terminarán por desarrollar rasgos propios que los hará reconocibles para todos.

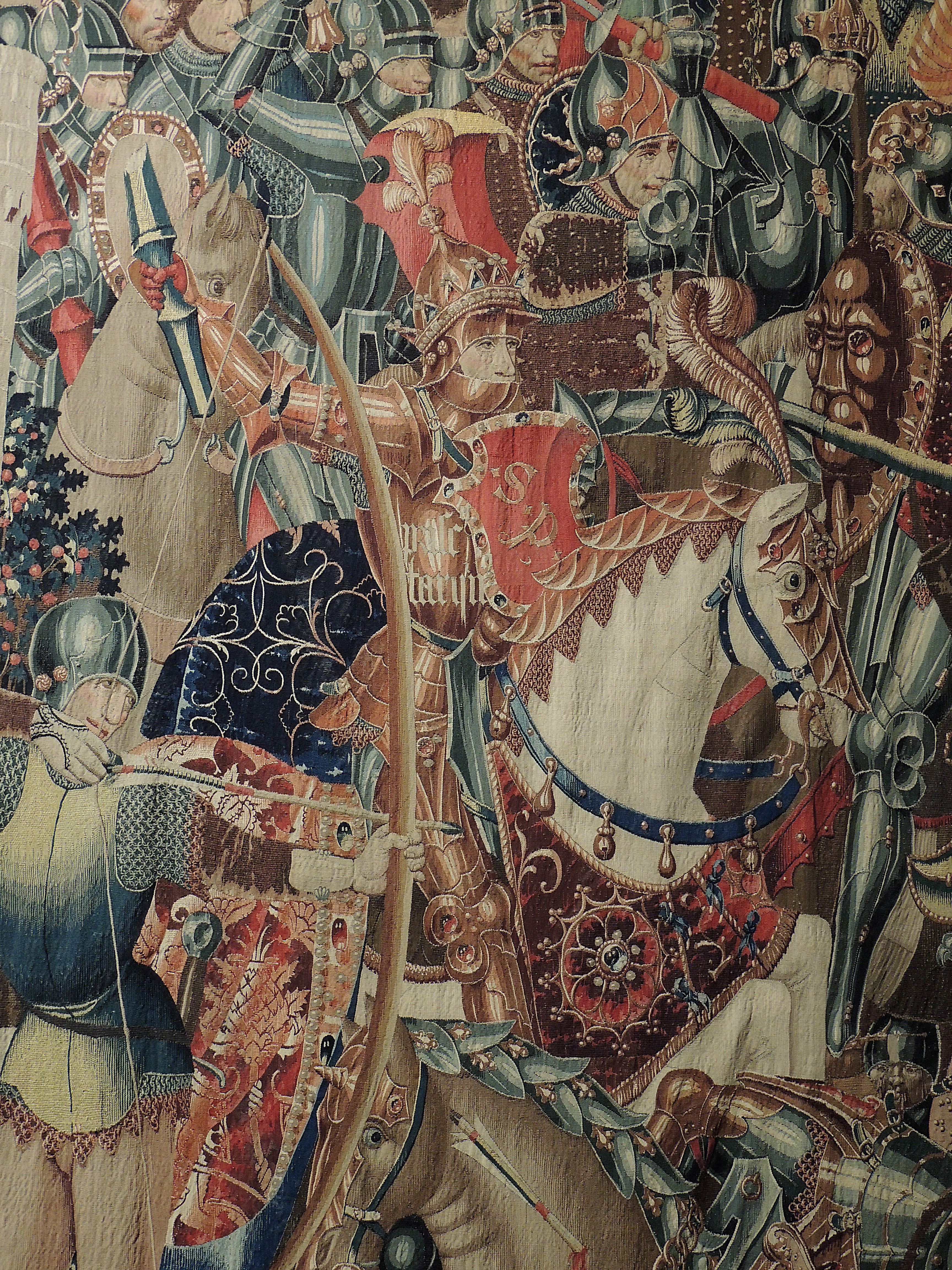
Tapiz flamenco de la Catedral de Zamora

Talleres textiles salpicarán la geografía flamenca y borgoñona en Arras, Tournai, Audenarde, Gante, Brujas, Malinas, Amberes o Bruselas apodando a esta industria textil como flamenca aun cuando muchos de sus talleres se hallaran en territorio borgoñón o de los Países Bajos meridionales.
Los grandes tapices flamencos, tejidos a menudo en parejas o en series, se tejían para un pequeño número de clientes capaces de encargar piezas de lujo que tanto en materias como en mano de obra especializada eran ahora muy caras. Estos grandes paños tomaron unos rasgos específicos de narrativa en dos o tres franjas horizontales con las que se pretendía, con mayor o menor destreza técnica, conseguir la ilusión de profundidad y perspectiva, gestos estáticos de los personajes, arquitecturas que separaban las escenas, microescenas que complementaban la explicación narrativa, tratamiento de las figuras de manera alargada, limitada gama de colores, acumulación de figuras que se repetían a lo largo de la narración del tapiz y que rellenaban los espacios vacíos multiplicando figuras o con tapiz vegetal del estilo mille fleurs y con frecuencia mostraban una narrativa complicada o escenas mitológicas y alegóricas procedentes del mundo clásico o de pasajes bíblicos; con menor frecuencia se representaban hechos o ideas contemporáneos.
Los centros productores se fueron desplazando dentro de la geografía flamenca y borgoñona, el saqueo de Arras por Luis XI en 1447 desplaza a los tejedores hacia Flandes aunque desde finales del siglo XV también Tournai entrará en decadencia, incapaz de hacer frente a la competencia de Bruselas. En 1513 la epidemia de peste que sufre la ciudad sumada a las guerras de religión provocará la emigración de muchos de sus liceros a otras regiones[xvi]. Los centros tradicionales como Tournai, pero también Audenarde, Herentals, Saint Trond o Dienst mantendrán talleres de pequeñas dimensiones e intentarán conservar su clientela, pero las colgaduras que produzcan van a ser de menor calidad. Ya no podrán rivalizar con las empresas de mayor envergadura que nacen en Bruselas y sus alrededores, y que producirán una tapicería de superior calidad artística y material. Bruselas, se convertirá en capital del lujo, será a partir del siglo XV el centro del arte de la tapicería.
Frente a la producción de Bruselas que impondrá piezas de gran tamaño que serán concebidas, cada vez más, como un cuadro y, por tanto, serán enmarcadas con grandes y decorativas cenefas los tapices que salían de los antiguos centros generalmente carecían de bordes adornados. Además, Bruselas añadirá en sus piezas a los ricos materiales como los hilos de oro y plata, diamantes y pedrería, que las dotará de un brillo especial. El uso de un mayor número de hilos dará como resultado unos tejidos mucho más finos, lo que permitirá dotar a las figuras representadas de un mayor realismo por medio de la utilización de un entramado en tonalidades claras y oscuras que las proveerá de una mayor profundidad y relieve.
Fundamental en la especialización que se alcanzó en este arte fue el papel desempeñado por los gremios y corporaciones. Estos harán de una actividad básicamente rural antes del siglo XV, un oficio perfectamente regulado en todo su proceso con el fin de proteger a la industria contra los fraudes y las imitaciones y garantizar una buena calidad de los tapices.
La primera organización de gremios de Bruselas data de 1450, y en ella se decretaron los estatutos y disposiciones a las que estaban sometidos todos los miembros de la corporación. Reglamentos estos de orden práctico y moral, que regulaban estrictamente la vida de los artesanos.
Aunque sólo en raras ocasiones se encargaban cartones a pintores de primer orden, los artistas autóctonos, que eran muy numerosos, se inspiraron para sus lizos, en un principio, en obras pictóricas ya conocidas de estilo gótico para más tarde, en el Renacimiento, aprender a copiar las modas artísticas que llegaban de Italia.
En Flandes, el minucioso arte de la tapicería pudo desarrollarse de una manera excepcional al confluir en un mismo territorio varios condicionantes: una perfectamente estructurada organización de los diferentes oficios en torno a esta manufactura, unos notables conocimientos pictóricos y un acceso a materias primas de gran calidad. El gusto por estos objetos de lujo y los numerosos encargos que recibieron de los monarcas fueron seguramente el motor que puso en un principio esta industria en marcha. Con el tiempo, los tapices flamencos se apreciaron también en toda Europa. Los Reyes de Inglaterra, Francia y Portugal y los Pontífices fueron importantes clientes de los talleres flamencos.
La importancia de la industria licera de Flandes y los Países Bajos empezará a decaer en la segunda mitad del siglo XVII, aunque todavía tendrá algunos centros activos en esta ciudad, en Amberes y en la de Audernade. Numerosos tapiceros flamencos emigrarán y se establecerá en otros países. En Inglaterra, en Mortlake, en Italia en Roma y en Florencia y en España en Pastrana. En Francia, las manufacturas recobrarán gran importancia con la fundación de Luis XIV de la célebre fábrica de los Gobelinos en 1662.

## Contenido simbólico
Siguiendo a Laura Rodríguez y Victoria López Hervás[xvii] no es posible conocer el significado simbólico exacto del tapiz puesto que como primera premisa se desconoce quién encargó el tapiz, con qué finalidad y por qué se eligió representar el mito tebano; es posible que las fuentes directas no fueran las tragedias de Esquilo, Sófocles y Eurípides cuya transmisión en la Baja Edad Media era muy limitada sino alguna versión medieval de las que pudieron circular a partir del impulso conservacionista de la cultura clásica que inspiró el Patriarca Focio en el siglo IX, con figuras de recopiladores como Eustacio, autor de un extenso comentario sobre Homero y de otros sobre Pindaro, Aristófanes, y Juan Tzetzes, comentarista de Homero, Hesíodo y Aristófanes[xviii]. También se levantaron representaciones teatrales durante la Baja Edad Media además de la propia transmisión oral de los mitos antiguos, cuyas concomitancias, parecidos y paralelismos con su propio mundo de caballeros, dedicados al oficio de la guerra en tiempos de guerra y a torneos y justas, verdaderas representaciones caballerescas, en los tiempos de paz.
En alguna medida el tapiz exalta el mito del príncipe-caballero Tideo y lo exalta en lo que tiene de representación de un modo de vida ligado a la guerra, de una sociedad en la que los conflictos que se dan, se resuelven con las armas, considerando que las armas son la manera caballeresca de afrontar los antagonismos, aunque estas representaciones corteses estuvieran alejadas de la realidad. Estas representaciones casi idealizadas mostraban cómo los pactos incumplidos, las lealtades que cambian de bando, los hijos que pugnan por el trono vacío del padre, las traiciones dentro de la misma facción, las luchas fratricidas, los secuestros, los asesinatos, las venganza se resolvían con un hombre montado sobre un caballo y buscaban en los mitos clásicos sus propios referentes para una sociedad, la flamenca de los últimos trescientos años en la que esos mitos son imagen concordante con la propia realidad flamenca bajomedieval en la que abundaron todos estos conflictos generados por complejos entramados familiares, usurpaciones de gobierno, cambios de lealtades, traiciones, encargos de asesinatos, en unos siglos en los que, lentamente, se produce el cambio de ejércitos de corte feudal, todavía ejercicio de caballeros, a ejércitos mercenarios, poniendo en cuestión la operatividad de las milicias formadas bajo lealtades que en muchos casos eran inexistentes.
El tapiz cierra en el episodio de Tideo vencedor de una emboscada en un alarde de caballero-guerrero poderoso aunque el mito griego completo auguraba el final de Tideo, traicionado por uno de entre sus filas, devorando los sesos de su asesino y muriendo abandonado por la divinidad.    